# Vật lý hiện đại

Vật lý cổ điển nghiên cứu các hiện tượng trong đời sống hàng ngày: vận tốc nhỏ hơn rất nhiều so với tốc độ ánh sáng, và kích thước lớn hơn rất nhiều so với nguyên tử. Vật lý hiện đại nghiên cứu các hiện tượng ở cấp vi mô và vận tốc gần bằng tốc độ ánh sáng.

Thuật ngữ vật lý hiện đại ám chỉ những khái niệm vật lý hậu Newton. Vật lý Newton không thể giải thích được nhiều hiện tượng trong tự nhiên từ cấp độ vi mô đến vĩ mô, và do vậy sự ra đời của vật lý hiện đại nhằm giải thích một số hiện tượng mà vật lý cổ điển chưa làm được đồng thời vật lý hiện đại đã mang lại một cái nhìn sâu sắc của con người về tự nhiên, đồng thời thúc đẩy sự tiến bộ của loài người.
Vật lý hiện đại dựa trên nền tảng của hai lý thuyết cơ học lượng tử và thuyết tương đối. Các hiệu ứng lượng tử xảy ra ở cấp độ nguyên tử (gần 10−9 m), trong khi các hiệu ứng tương đối tính xảy ra khi vận tốc của vật đạt xấp xỉ tốc độ ánh sáng (gần 108 m/s). Cơ học cổ điển cũng như vật lý cổ điển nghiên cứu các hiện tượng với vận tốc nhỏ và khoảng cách tương đối lớn.